# إيفا كايلي
إيفا كايلي (باليونانية: Εύα Καϊλή)‏ هي سياسية يونانية من حزب الحركة الاشتراكية اليونانية ولدت في يوم 26 أكتوبر 1978 في مدينة تسالونيكي في اليونان، عملت في السابق مذيعة أخبار وحالياً هي عضوة في البرلمان الأوروبي منذ سنة 2014.